# Singa cruciformis
Singa cruciformis là một loài nhện trong họ Araneidae.
Loài này thuộc chi Singa. Singa cruciformis được Chang-Min Yin, Peng & Jia-Fu Wang miêu tả năm 1994.